# 唐尼維爾 (印地安納州)
唐尼維爾（英語：Downeyville）是位於美國印地安納州第開特縣的一個非建制地區。該地的面積和人口皆未知。

## 地理
唐尼維爾的座標為39°25′39″N 85°33′16″W / 39.42750°N 85.55444°W，而該地的平均海拔高度為256米（即840英尺）。